# علي أصلان
علي أصلان (مواليد 1932) هو رئيس أركان الجيش السوري السابق وعضو اللجنة المركزية للفرع الإقليمي السوري لحزب البعث العربي الاشتراكي تحت قيادة الرئيس السوري الراحل حافظ الأسد. لم يكن أصلان يعتبر عضوا قويا في الدائرة الداخلية لحافظ الأسد فحسب بل كان ينظر إليه أيضا من قبل مراقبين خارجيين على أنه عمل على تحسين الاستعداد العسكري السوري تحسينًا كبيرًا بينما كان يعمل تحت قيود مالية شديدة.

## النشأة
أصلان ينحدر من عائلة علوية كما حافظ الأسد. ولد في اللاذقية في عام 1932.

## المسيرة المهنية
انضم أصلان للجيش السوري في عام 1956. تم تدريبه في أكاديمية حمص العسكرية وواصل تدريبه في الاتحاد السوفيتي. تم تعيينه قائد لواء المشاة الثامن السوري في أكتوبر 1966. جاء اختراقه في نوفمبر 1970 عندما دعم الحركة التصحيحية التي قادت حافظ الأسد إلى السلطة في سوريا وتم تعيينه رئيسا لفرقة المشاة الأولى والخامسة في جيش سوريا. في عام 1972 عين رئيسا لمكتب العمليات في الأركان العامة للجيش السوري. نجحت قواته في المراحل الأولى من حرب أكتوبر في عام 1973 حيث خرقت الخط الدفاعي الإسرائيلي وطردت الجيش الإسرائيلي من مرتفعات الجولان الجنوبية والوسطى.
أصبح مسؤولا عن وحدة الجيش السوري المشاركة في لبنان في الفترة من 1976 إلى 1979 وأشرف على حرب مائة يوم ضد ميليشيات القوات اللبنانية لبشير الجميل. في بداية الثمانينات كان أصلان نائب رئيس الأركان ورئيس العمليات. تم تعيينه قائد الفيلق الثاني السوري وترقى إلى رتبة فريق أول في يوليو 1984. في عام 1989 تم تعيينه مساعد رئيس أركان الجيش السوري ليصبح الدماغ العملي الحقيقي للجيش السوري. تمت ترقيته إلى رئيس الأركان في 5 يوليو 1998 ليحل محل حكمت الشهابي الذي كان يشغل منصبه في عام 1973 بعد تقاعده. كان أصلان المفاوض الرئيسي لتداول الأسلحة مع الموردين في جميع أنحاء العالم بما في ذلك روسيا والصين وأرمينيا وكوريا الشمالية وإيران وكذلك معاهدات عسكرية مع اليابان والعديد من دول أوروبا الشرقية.
بعد وفاة حافظ الأسد في عام 2000 تم تشكيل لجنة من 9 أعضاء للإشراف على الفترة الانتقالية وكان أصلان من بين أعضائها. بالإضافة إلى ذلك أصبح عضوا في اللجنة المركزية لحزب البعث في صيف عام 2000. كان أصلان أحد كبار المسؤولين الذين ساهموا في تأمين حكم بشار الأسد. إلا أنه أعفي من منصبه كرئيس أركان بشار الأسد في يناير 2002 كجزء من برنامج الرئيس الأصغر للإصلاح وبعد اشتباكات مع آصف شوكت بشأن التغييرات الشخصية. تم استبدال أصلان بنائبه حسن تركماني. تم تعيين أصلان في وقت لاحق مستشارا عسكريا للرئيس. في يونيو 2005 عزل أصلان من اللجنة المركزية لحزب البعث وتقاعد من السياسة.